# Ottone VII di Baviera
Ottone VII (in tedesco Otto VII der Jüngere, il giovane) (... – 18 agosto 1189) fu conte palatino di Baviera dal 1180 fino alla sua morte.

## Biografia
Ottone VII era figlio del conte di Scheyern Ottone V e di sua moglie Heilika di Pettendorf-Lengenfeld. Dopo la nomina di suo fratello Ottone a duca di Baviera, Ottone VII fu a sua volta nominato conte palatino di Baviera. Si sposò con Benedetta di Donauwörth, figlia di Manegoldo, conte di Donauwörth e Dillingen.
Alla morte del fratello (1183) il successore Ludovico I era ancora minore, Ottone ne assunse la tutela insieme al fratello Corrado.
Suo figlio Ottone VIII è famoso per l'assassinio del re dei Romani Filippo di Svevia. Con la morte di Ottone VIII il ramo dei Wittelsbach dei conti palatini di Baviera si estinse per via maschile. Ottone VII ebbe anche due figlie: una, Agnese, sposò il conte di Everstein Alberto III, mentre l'altra, Hellicha, sposò il duca di Boemia Corrado II. 

## Ascendenza
|                                                 |   |                      | Genitori            |  |  | Nonni |  |  | Bisnonni             |  |  | Trisnonni |  |
|                                                 |   |                      |                     |  |  |       |  |  | Ottone I di Scheyern |  |  | …         |  |
|                                                 |   |                      |                     |  |  |       |  |  | Ottone I di Scheyern |  |  | …         |  |
|                                                 |   | …                    |                     |  |  |       |  |  | Ottone I di Scheyern |  |  |           |  |
| Eccardo I di Scheyern                           |   |                      |                     |  |  |       |  |  | Ottone I di Scheyern |  |  |           |  |
|                                                 |   | Haziga di Dießen     | …                   |  |  |       |  |  |                      |  |  |           |  |
|                                                 |   | Haziga di Dießen     | …                   |  |  |       |  |  |                      |  |  |           |  |
|                                                 |   | Haziga di Dießen     | …                   |  |  |       |  |  |                      |  |  |           |  |
| Ottone IV di Wittelsbach                        |   | Haziga di Dießen     |                     |  |  |       |  |  |                      |  |  |           |  |
|                                                 |   | Ulrico I di Carniola | Poppo I di Carniola |  |  |       |  |  |                      |  |  |           |  |
|                                                 |   | Ulrico I di Carniola | Poppo I di Carniola |  |  |       |  |  |                      |  |  |           |  |
|                                                 |   | Ulrico I di Carniola | Hadamut del Friuli  |  |  |       |  |  |                      |  |  |           |  |
| Richgarda di Weimar-Istria                      |   | Ulrico I di Carniola |                     |  |  |       |  |  |                      |  |  |           |  |
|                                                 |   | Sofia d'Ungheria     | Béla I d'Ungheria   |  |  |       |  |  |                      |  |  |           |  |
|                                                 |   | Sofia d'Ungheria     | Béla I d'Ungheria   |  |  |       |  |  |                      |  |  |           |  |
|                                                 |   | Sofia d'Ungheria     | Richeza di Polonia  |  |  |       |  |  |                      |  |  |           |  |
| Ottone VII di Baviera                           |   | Sofia d'Ungheria     |                     |  |  |       |  |  |                      |  |  |           |  |
|                                                 | … | …                    |                     |  |  |       |  |  |                      |  |  |           |  |
|                                                 | … | …                    |                     |  |  |       |  |  |                      |  |  |           |  |
|                                                 | … | …                    |                     |  |  |       |  |  |                      |  |  |           |  |
| Federico III di Pettendorf-Lengenfeld-Hopfenohe | … |                      |                     |  |  |       |  |  |                      |  |  |           |  |
|                                                 |   | …                    | …                   |  |  |       |  |  |                      |  |  |           |  |
|                                                 |   | …                    | …                   |  |  |       |  |  |                      |  |  |           |  |
|                                                 |   | …                    | …                   |  |  |       |  |  |                      |  |  |           |  |
| Heilika di Pettendorf-Lengenfeld                |   | …                    |                     |  |  |       |  |  |                      |  |  |           |  |
|                                                 |   | …                    | …                   |  |  |       |  |  |                      |  |  |           |  |
|                                                 |   | …                    | …                   |  |  |       |  |  |                      |  |  |           |  |
|                                                 |   | …                    | …                   |  |  |       |  |  |                      |  |  |           |  |
| …                                               |   | …                    |                     |  |  |       |  |  |                      |  |  |           |  |
|                                                 |   | …                    | …                   |  |  |       |  |  |                      |  |  |           |  |
|                                                 |   | …                    | …                   |  |  |       |  |  |                      |  |  |           |  |
|                                                 |   | …                    | …                   |  |  |       |  |  |                      |  |  |           |  |
|                                                 |   | …                    |                     |  |  |       |  |  |                      |  |  |           |  |